# São Joaquim de Bicas
São Joaquim de Bicas es un municipio brasilero del estado de Minas Gerais. Su población medida por el IBGE en 2008 era de 23.462 habitantes. Pertenece a la Región Metropolitana de Belo Horizonte.